# Euricrium myrmecophilum
Euricrium myrmecophilum är en tvåvingeart som beskrevs av Franz Lengersdorf 1925. Euricrium myrmecophilum ingår i släktet Euricrium och familjen sorgmyggor. Inga underarter finns listade i Catalogue of Life.